# فرایند چکرالسکی

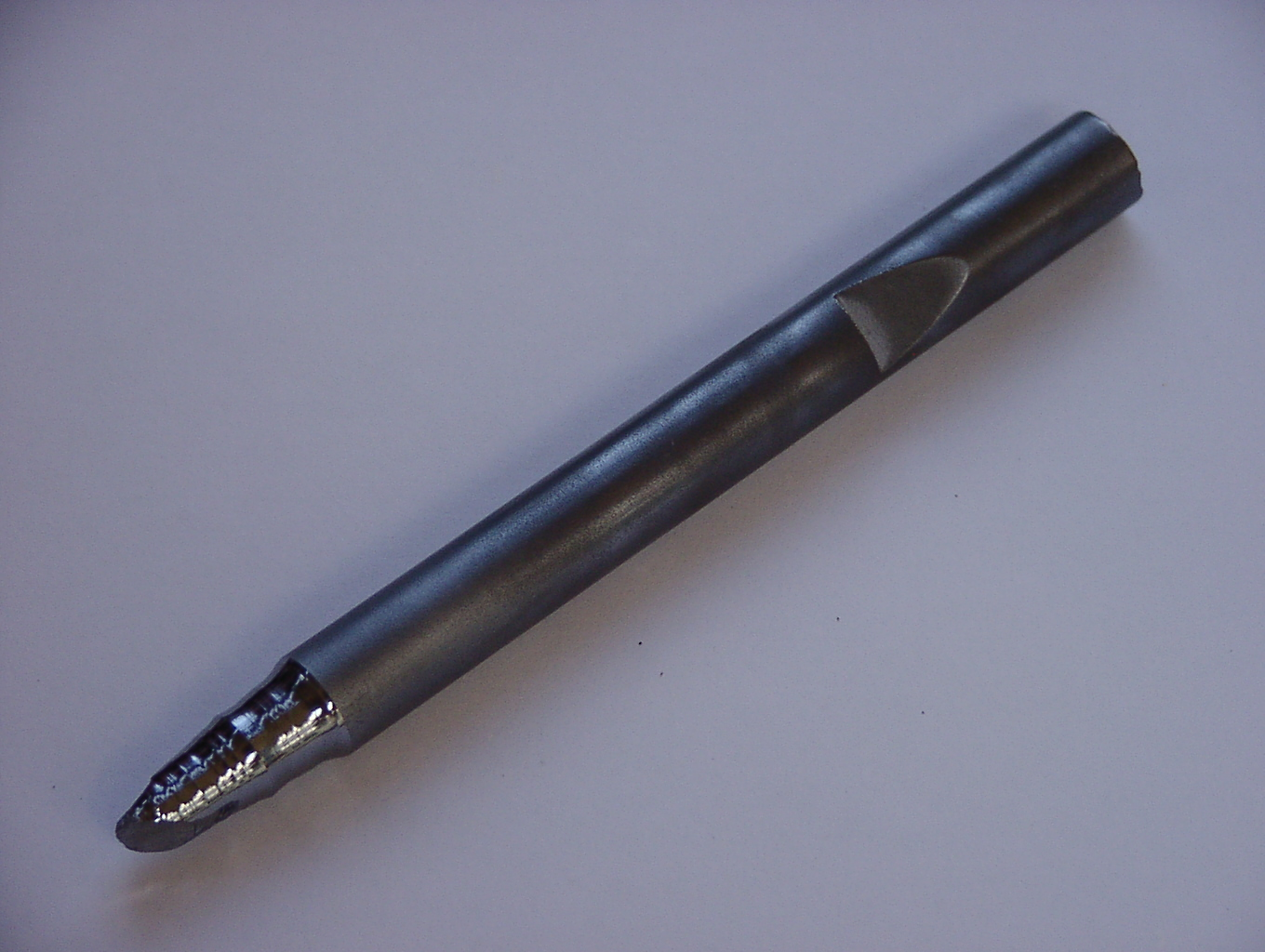
یک میله کش با کریستال بذر برای رشد سیلیکون تک کریستالی به روش چوکرالسکی

فرایند چُکرالِسکی اولین بار در سال ۱۹۱۸ توسط یان چکرالسکی (۱۸۸۵–۱۹۵۳) که یک متالورژیست لهستانی بود، ابداع شد. چکرالسکی این فرایند را به‌طور اتفاقی در سال ۱۹۱۵ درحالی‌که روی سرعت تبلور فلزات تحقیق می‌کرد، ابداع کرد. او هنگامی که مشغول نوشتن مطلبی بود به اشتباه به جای فروکردن قلم در جوهر آن را در قلع مذاب فرو برد و کشف کرد ماده به دست آمده از آن تک بلور است. او با کشیدن مداوم بلور تشکیل‌شده از سطح مذاب، تک بلور را ایجاد کرد. اولین تک بلوری که به این روش تولید شد، تک بلوری از جنس روی به شکل مفتولی با قطر ۱ میلی‌متر بود. تا سال ۱۹۳۷ این روش برای تولید و مطالعه تک‌بلور فلزات استفاده می‌شد. در این سال برای اولین بار تک‌بلوری استوانه‌ای شکل به قطر ۲ سانتی‌متر و طول ۳۰ سانتی‌متر از NaCl با فرایند چکرالسکی به دست آمد. برای تولید این تک‌بلور علاوه برکشیدن مداوم و آهسته بلور با سرعت ۵ سانتی‌متر در ساعت، بلور را با سرعت ۱۰ دور در دقیقه می‌چرخاندند.
با ظهور ترانزیستورها در دهه ۵۰ میلادی، نیاز به تولید تک‌بلورهای نیم‌رساناها افزایش یافت. این امر باعث گسترش فرایندهای تولید تک‌بلور ازجمله فرایند چکرالسکی شد. در سال ۱۹۵۰ اولین تک‌بلور ژرمانیوم به قطر ۲٫۵ سانتی‌متر با این فرایند تولید شد. با توجه به خواص بهتر سیلیسیم به‌عنوان نیم‌رسانا، تلاش‌ها برای تولید تک‌بلورهای سیلیسیم آغاز شد. هرچند به علت دمای ذوب بالاتر و واکنش پذیری بیشتر، تولید تک بلور سیلیسیم سخت‌تر است.
روشی که چکرالسکی بدان دست یافت فقط شامل بالا کشیدن بلور منجمد شده از مذاب بود. باگذشت زمان بهبودهایی در فرایند به وجود آمد که عبارت‌اند از:
1. یک تک بلور کوچک برای مشخص کردن جهت بلور استفاده شد.
2. کنترل شکل بلور (قطر استوانه) با کنترل دما
3. کنترل ناخالصی‌های موجود در نیم‌رسانا با کنترل سرعت بالا کشیدن و چرخش بلور

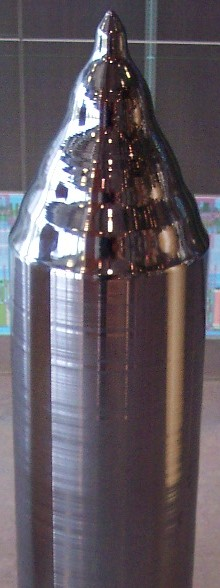
تک بلور سیلیسیم رشد داده شده با فرایند چکرالسکی.

## مزیت فرایند چکرالسکی
با توجه به تغییرات ایجاد شده فرایند چکرالسکی به متداول‌ترین فرایند تولید تک بلور در صنعت تبدیل شده‌است. از مزایای این روش می‌توان به موارد زیر اشاره کرد:
1. کیفیت بلوری بالایی قابل‌دستیابی است.
2. چرخش بلور باعث می‌شود که ناخالصی‌های اضافه‌شده به مذاب، به‌طور یکنواخت در ساختار بلور پخش شوند.
3. به علت تدریجی بودن فرایند، مشاهده تمام مراحل تشکیل تک بلور ممکن است.[۶]

## مراحل فرایند
مواردی که در طی فرایند باید به آن‌ها توجه کرد عبارت‌اند از:

### تعادل حرارتی و سرعت رشد
میزان رشد سطح در تماس بلور و مذاب با سرعت بالا کشیدن بلور کنترل می‌شود. اگر شرایط طوری باشد که بلور استوانه‌ای رشد کند، سرعت رشد بلور ({\displaystyle v})برابر خواهد بود با سرعت بالا کشیدن بلور({\displaystyle v_{p}}) به اضافه سرعت پایین رفتن سطح مذاب. سرعت پایین رفتن مذاب به نسبت شعاع‌های بلور و ظرف مذاب وابسته است. می‌توان نشان داد که سرعت رشد بلور از رابطه زیر به دست می‌آید:
{\displaystyle v={\frac {v_{p}\rho _{L}R^{2}}{\rho _{L}R^{2}-\rho _{s}r^{2}}}}
در رابطه بالا {\displaystyle \rho _{L}} چگالی مذاب و {\displaystyle \rho _{s}} چگالی بلور، R شعاع ظرف مذاب و r شعاع بلور می‌باشد. برای مثال برای ماده‌ای که چگالی مذاب و بلور برابر داشته باشد، اگر شعاع ظرف مذاب دو برابر شعاع بلور باشد، سرعت رشد بلور ۳۳٪ بیشتر از سرعت بالا کشیدن بلور خواهد بود.
برای رشد پایای بلور با شعاع باید ملاحظات انتقال حرارتی مدنظر قرار گیرد. بدین صورت که نرخ انتقال حرارت با نرخ حرارت آزادشده ناشی از تشکیل بلور برابر باشد؛ بنابراین رشد بلور از قبل با انتخاب سرعت بالا کشیدن و نسبت شعاع ظرف مذاب به بلور انتخاب و رشد شعاعی بلور استوانه‌ای نیز با کنترل انتقال حرارت در سطح تماس تعیین می‌شود.

### سطح تماس بلور با مذاب
در سطح تماس بلور با مذاب، به علت نیروی چسبندگی سطح، سطح هلالی شکل تشکیل می‌شود. این سطح مرز جدایی سه فاز بلور، مذاب و گاز می‌باشد. زاویه تماس مذاب با بلور تعیین‌کننده شکل بلور و ارتفاع خیس شده بلور تعیین‌کننده به شرایط حرارتی بستگی دارد. با کنترل حرارت و مشاهده ارتفاع خیس شده می‌توان شعاع بلور را تعیین کرد. برای شعاع موردنظر، ارتفاع خیس شده قابل‌تعیین است. با افزایش ارتفاع می‌توان شعاع را افزایش و با کاهش آن می‌توان شعاع را کاهش داد.

### چرخش بلور
چرخش بلور دو تأثیر عمده بر ساختار بلور دارد. چرخش بلور در به دست آمدن سطح مقطع دایروی بلور کمک می‌کند. بدون چرخش، بلور به‌سرعت در جهاتی رشد می‌کند که انتقال حرارت از مذاب به بلور کمترین باشد؛ لذا اگر کوره ذوب، توزیع حرارتی متقارنی حول محور بلور ایجاد نکند، بلور به شکل نامتقارن و غیردایروی رشد می‌کند. اثر دوم چرخش بلور در توزیع یکنواخت ناخالصی‌های محلول در مذاب در ساختار بلور است. بدون چرخش بلور، توزیع ناخالصی‌ها در بلور فقط به جریان‌های همرفتی موجود در مذاب بستگی خواهد داشت. این جریان‌ها به علت نیروهای شناوری ناشی از اختلاف دما در مذاب ایجاد می‌شوند. همانند قبل اگر توزیع دما در مذاب حول محور بلور متقارن نباشد، ناخالصی‌ها نیز به‌طور غیریکنواخت توزیع خواهند شد.
علاوه بر چرخش بلور، از چرخش ظرف مذاب در تولید صنعتی بلور سیلیسیم استفاده می‌شود. در این حالت بلور و بوته در دو جهت مخالف، می‌چرخند.

## موارد استفاده
تک بلور سیلیسیم تولید شده توسط فرایند چکرالسکی معمولاً با نام اختصاری Cz-Si (Czochralski Silicon Monocrystalline) شناخته می‌شود. این بلور، مادهٔ اولیه برای تولید مدارهای مجتمع است که از آن‌ها برای تولید کامپیوترها، تلویریون‌ها، موبایل‌ها و دیگر وسایل الکترونیکی که از نیم‌رساناها بکار می‌روند، استفاده می‌گردد. به علت ساختار عالی بلوری، این ماده دارای بازده تبدیل بسیار بالایی برای تبدیل نور به الکتریسیته دارد که این خاصیت سبب می‌شود از آن به وفور برای تولید سلول خورشیدی استفاده گردد.

### تولید Cz-Si
برای تولید Cz-Si، سیلیسیم با درجه خلوص بسیار بالا (تنها دارای چند قسمت در هزار قسمت ناخالصی) را در بوتهٔ آهنگری کوارتزی تا دمای ۱۴۲۵ درجهٔ سانتی گراد گرم می‌کنند (دمای ذوب سیلیسیم ۱۴۱۴ درجه سانتی گراد می‌باشد) سپس آن را تا نزدیکی دمای انجماد سرد می‌کنند و در آن دما نگه می‌دارند. برای تولید نیم‌رساناهای مختلف باید عناصر دیگری مانند بور یا فسفر به سیلیسیم اضافه گردد تا نیم‌رساناهای نوع ان یا پی تولید گردد بدین منظور بعد از ذوب کردن سیلیسیم مقدار بسیار دقیقی از این مواد را به سیلیسیم ذوب شده اضافه می‌کنند. سپس تک بلورهای اولیه را به دقت داخل مذاب فرو می‌برند. تک بلور اولیه چرخان و به آرامی به بالا کشیده می‌شود. با کنترل دقیق دما و سرعت بالا کشیدن تک بلور اولیه و چرخیدن آن می‌توان یک تک بلور بزرگ را بدست آورد. در صورت وجود نا متعادل بودن غیرعادی فرایند، رشد تک بلور را می‌توان با رصد فرایند در حین پروسهٔ آن و پیش‌بینی حرکت مذاب کنترل کرد. این فرایند معمولاً در محیطی خنثی انجام می‌گیرد (در محیطی که فضای آن را گازهای خنثی نظیر آرگون پر کرده و بوته کوارتزی که اثری در فرایند نمی‌گذارد.

### اندازه‌های تک بلور

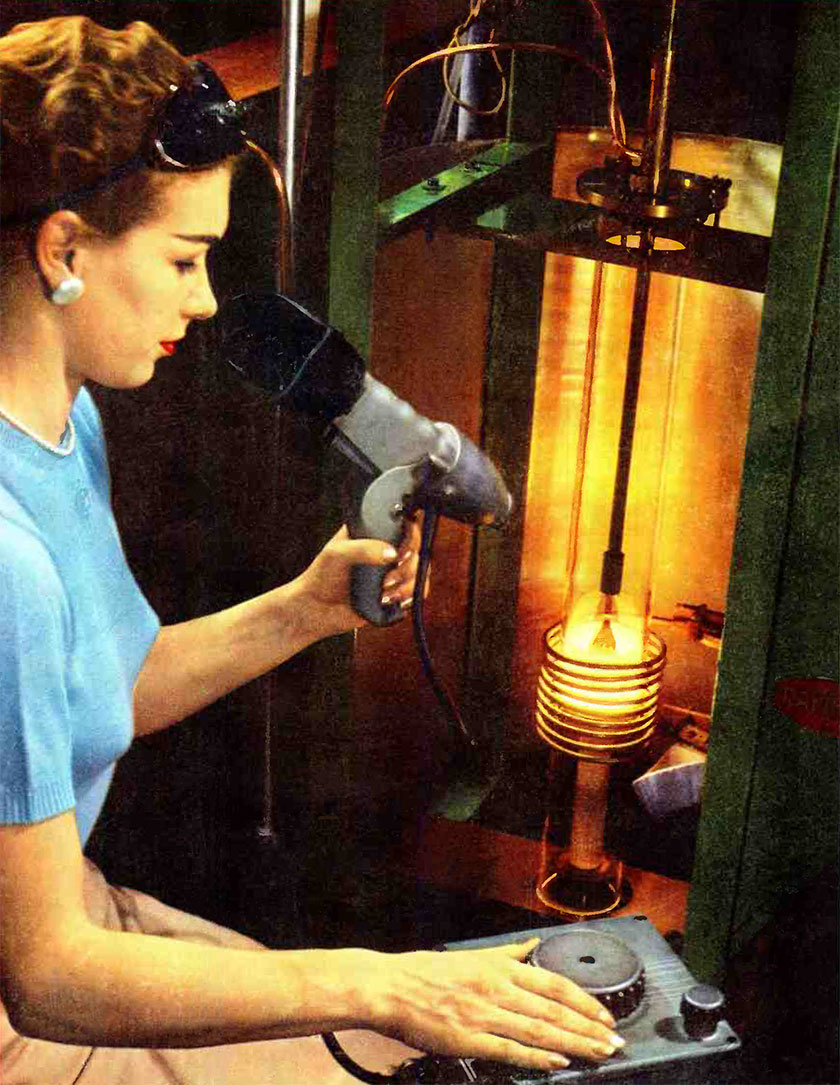
بلور سیلیسیم در حال رشد به وسیله فرایند چکرالسکی، کویل‌های القایی در عکس قابل مشاهده اند. متخصص مربوطه با دستگاه پیرومتر درحال اندازه‌گیری دما است.

با توجه به بازده بالا، صفحه‌ها ی تک بلور به‌طور گسترده در صنایع الکتریکی استفاده می‌شوند. امروزه با توجه به پیشرفت صنایع الکتریکی این صفحات در اندازه در ضخامت‌های استاندارد تولید می‌شوند. ضخامت این صفحات به‌طور معمول حدود ۰٫۲–۰٫۷۵ میلی‌متر می‌باشد. برای ساخت صفحات تک بلور از روش‌های مختلفی استفاده می‌شود اما به‌طور گسترده از روش چکرالسکی استفاده می‌شود. در این روش ابتدا مخزن حاوی سیلیسیم تا دمای ۱۴۲۵ درجهٔ سانتی گراد گرم می‌شود سپس یک تک بلور کوچک ساخته شده (هستهٔ تک بلور) به آرامی به مذاب ایجاد شده نزدیک می‌شود و پس از برقراری تماس در حین چرخیدن با سرعت کنترل شده به بالا کشیده می‌شود (حدود ۲۵ میلی‌متر در ساعت). لازم است ذکر شود که در هنگام چرخیدن بلور، ظرف در جهت برعکس چرخیده می‌شود. برای تولید نیم‌رساناهای مختلف امکان دارد به مذاب مقدار مشخصی فسفر یا بور زده می‌شود. پس اتمام فرایند محصول ساخته شده یک استوانه می‌باشد. طول این استوانه تا ۲ متر می‌رسد. هر چقدر طول آن بیشتر باشد فرایند ساخت آن آسان‌تر می‌شود. قطر این استوانه حدود ۲۰۰–۳۰۰ میلیمتر می‌باشد. هر چقدر قطر ساخته شده بیشتر باشد یعنی از فرایند پیشرفته تری برای ساخت آن استفاده شده‌است. با توجه به پیشرفت تکنولوژی پیش‌بینی شده‌است تا سال ۲۰۱۸ توانایی ساخت این محصول تا قطر ۴۵۰ میلیمتر امکان‌پذیر باشد. بعد ساخت استوانه این استوانه به محل دیگری رفته و به ضخامت‌های استاندارد بریده می‌شود و صفحات ساخته می‌شود.

## تجهیزات
جزئیات فرایند چکرالسکی به ماده مورد استفاده بستگی دارد. کاربرد گسترده روش از موادی چون بیسموت با دمای ذوب ۲۷۱ درجه سانتی‌گراد تا اکسیدهای دیرگداز با دماهای ذوب بالای ۲۵۰۰ درجه سانتی‌گراد، نیازمند گستره‌ای از تجهیزات مختلف است، هرچند اصول روش برای همه مواد یکسان است.
بوته‌های مورد استفاده باید با ماده مذاب واکنش ندهند؛ بنابراین با توجه به ماده مذاب، بوته‌های مختلف استفاده می‌شود. برای مثال از کوارتز یا گرافیت برای مذاب فلزات و نیم‌رسانا استفاده می‌شود. از فلزات گران‌بها نیز برای مذاب‌های اکسیدهای دیرگداز استفاده می‌شود.
سیستم حرارتی نیز با توجه به جنس مذاب و بوته تعیین می‌شود. برای بوته‌های فلزی و مذاب اکسیدهای دیرگداز از کوره‌های القایی استفاده می‌شود. برای عملیات ارزان‌قیمت از المنت‌های حرارتی جریان بالا با ولتاژ پایین استفاده می‌شود.
امروزه بلورهای با قطر بیش از ۳۰۰ میلی‌متر و طول بیش از ۲ متر از جنس سیلیسیم درست می‌شود. این استوانه‌های تک‌بلور به‌صورت ویفرهایی با ضخامت‌های کمتر از یک میلی‌متر برش خورده و در ساخت تراشه‌های الکترونیکی استفاده می‌شود.